# Der Zufall möglicherweise
Der Zufall möglicherweise (Originaltitel: Przypadek) ist ein 1981 entstandener Spielfilm des polnischen Regisseurs Krzysztof Kieślowski, der jedoch erst 1987 veröffentlicht wurde.

## Handlung
Die Handlung spielt vor dem politischen Hintergrund des damaligen kommunistischen Polen, der Auseinandersetzung zwischen der Partei und den im Untergrund tätigen Oppositionellen. Am Beispiel von drei Versionen des Lebenslaufes des Protagonisten Witek Długosz untersucht der Regisseur die Rolle des Zufalls und des Determinismus als Faktoren des menschlichen Schicksals.
Witek wird im Juni 1956 in Posen geboren, als sein Vater gerade am Arbeiteraufstand teilnimmt. Beide ziehen nach Łódź, wo Witek zur Schule geht und ein Medizinstudium beginnt. Als der Vater stirbt, lauten seine letzten Worte, „du musst gar nichts“. Witek nimmt ein Freisemester und entscheidet sich dafür, nach Warschau zu fahren. Er begibt sich zum Bahnhof. Von nun an werden drei verschiedene Versionen durchgespielt, die davon abhängen, ob er den Zug noch erreicht oder nicht. In der ersten Version gelingt ihm das und er beginnt in Warschau eine Karriere als kommunistischer Funktionär und Politiker, in der zweiten Version gerät er im Bahnhof mit einem Bahnpolizisten aneinander, und er beginnt eine Karriere als Oppositioneller. In der dritten Version verpasst er den Zug, trifft aber eine Studienkollegin, in die er sich verliebt und die er heiratet. Sein Leben bewegt sich ganz im Privaten und fern jeder Politik.
Witek soll beruflich nach Libyen fliegen, aus privaten Gründen entscheidet er sich für einen anderen Flug als zunächst geplant. Das Flugzeug, in das er sich setzt, explodiert, als es startet.
Über die Schlussszene meinte Kieślowski in einem Interview:

„Das Flugzeug wartet auf alle drei. Alle drei Leben gehen im Flugzeug zu Ende. Das Flugzeug wartet ständig auf ihn. Eigentlich wartet es auf uns alle.“

## Kritik
„In dem formal herausragenden Film tritt neben die scharfsichtige Analyse der politischen Umbruchssituation in Polen zu Beginn der 80er Jahre die Analyse der existentiellen Problematik des moralisch richtigen Handelns.“

## Hintergrund
In der Fachwelt gilt das Werk als eines der besten und originellsten von Kieślowski überhaupt. Der bereits 1981 gedrehte Film wurde durch die Verhängung des Kriegszustandes in Polen nach den Solidarność-Unruhen 1981 wegen seines unbequemen Inhalts von der polnischen Zensur verboten und erst gar nicht dem Publikum gezeigt. Eine Ausstrahlung im Ausland wurde ebenfalls nicht genehmigt.
Im realsozialistischen Polen galt der Film jahrelang als „Regalfilm“, d. h. wegen seiner Gefährlichkeit für das damalige Regime lediglich fürs Regal der Zensurstelle geeignet. Erst sechs Jahre später kam der Film in die Kinos und wurde zuerst 1987 auf dem Filmfestival von Cannes außerhalb des regulären Wettbewerbs gezeigt. Der damalige Festival-Direktor ließ den Film nicht im Wettbewerb starten, da er der Meinung war, dass er vom Publikum nicht verstanden werde. Daraufhin schnitt Kieślowski einige unverständliche politische Szenen heraus und schickte den präparierten Film erneut nach Cannes mit der Bemerkung „für französische Zensur“, was aber bei dem Festival-Direktor auf keine günstigere Entscheidung stieß.

## Wirkung
Die Hauptidee dieses Films – Was wäre wenn … – ist später von vielen Filmemachern direkt kopiert worden, so in Sie liebt ihn – sie liebt ihn nicht (Sliding Doors) von Peter Howitt und in Lola rennt vom Kieślowski-Fan Tom Tykwer, beides Filme aus dem Jahr 1998, zwei Jahre nach Kieślowskis überraschendem Tod. Agnieszka Holland – Kieślowskis Berufskollegin, die mit ihm auch eng befreundet war – gab in einem Interview an, dass sie zusammen mit ihrem Team über eine Neuverfilmung nachgedacht habe, die nicht mehr in der besonderen politischen Situation Polens angesiedelt wäre, was für das internationale Publikum den Originalfilm schwer zugänglich gemacht habe, sondern universeller sein sollte. Aufgrund der Tatsache, dass in der Zwischenzeit mittelmäßige Kopien dieses Films aufgetaucht seien, die aus Sicht Hollands geistigen Diebstahl bedeuteten und sogar einen gewissen kommerziellen Erfolg erzielen konnten, habe man die Idee jedoch wieder fallengelassen.
Auch die Zeichentrickserie Die Simpsons greift das Thema Zufall und Determinismus in der Episode Trilogie derselben Geschichte (12. Staffel, 2001) auf, in der sie ein und denselben Tag nacheinander aus der jeweiligen Sicht dreier Personen zeigt, wobei sich die drei Handlungen kreuzen und überschneiden.
Kieślowski demonstriert in dem Film, neben der Rolle des Zufalls, auch die verschiedenen Optionen des Lebens in der Volksrepublik Polen, ohne diese zu stark zu bewerten. Die Szene am Bahnhofsgleis erinnert zudem an den tragischen Tod der polnischen Filmlegende Zbigniew Cybulski im Breslauer Bahnhof 1967. Auch in seinen späteren Filmen beschäftigt Kieślowski sich immer wieder mit der Rolle des Zufalls im Leben.

## Auszeichnungen
Bogusław Linda und Krzysztof Kieślowski gewannen Preise des Festiwal Polskich Filmów Fabularnych in Gdynia.

## Wissenswertes
Der deutsche Titel beinhaltet eine Anspielung auf den Film Der Teufel möglicherweise von Robert Bresson.